# Tessen-jutsu

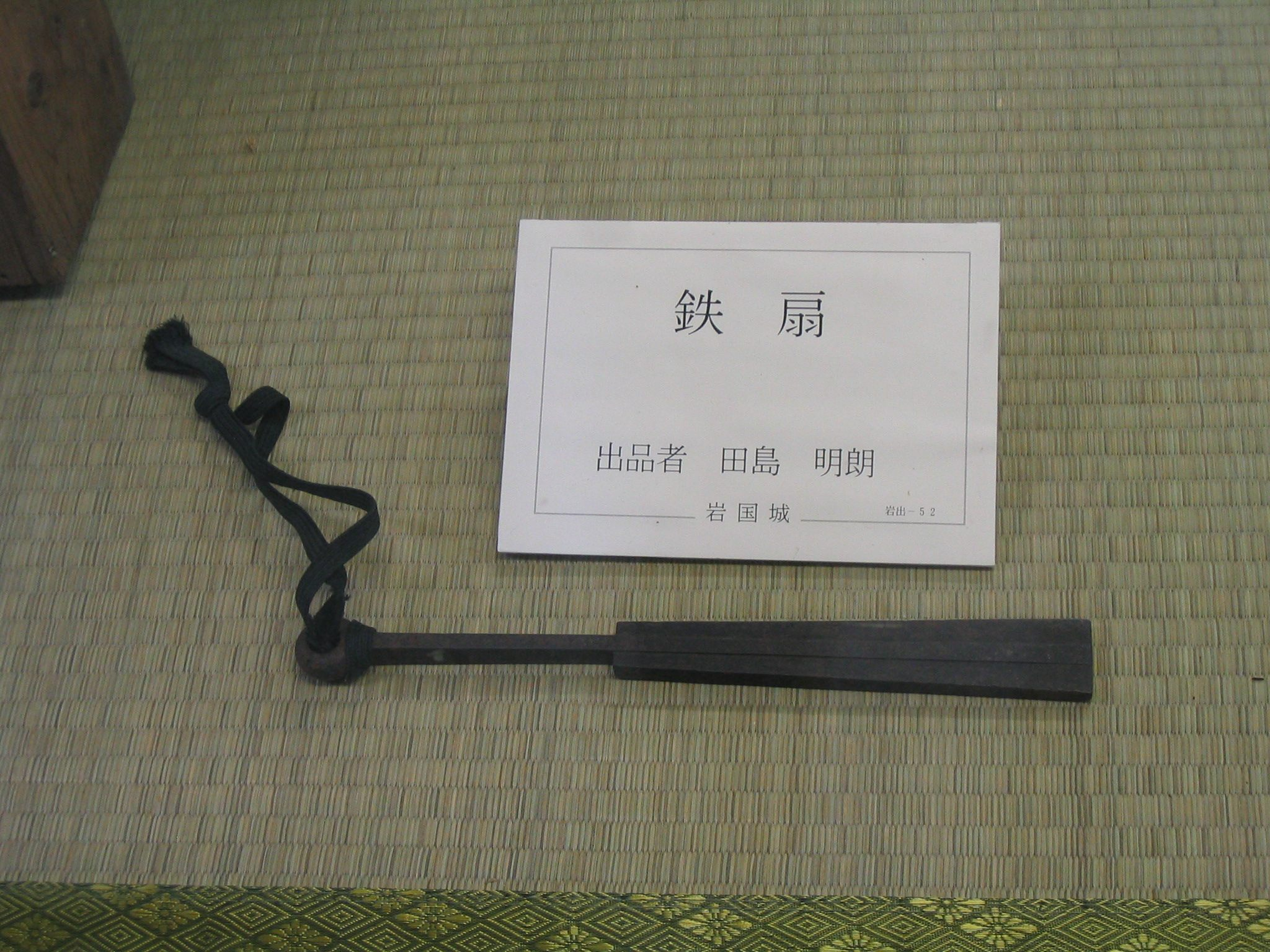
Un tessen exposé au château d'Iwakuni.

Le tessen-jutsu est l'art de l'éventail de guerre, appelé tessen, que la haute noblesse japonaise développa pour pouvoir se défendre à la cour du Shogun où l'on ne venait que désarmé.